# Eudes Rigaud
Eudes Rigaud (ca. 1210 - 1275) was een Franse minderbroeder, die een raadgever was van koning Lodewijk IX van Frankrijk en aartsbisschop van Rouen (1248-1275). 

## Levensloop
Eudes Rigaud werd geboren in de lage adel. In de eerste helft van de jaren 1230 trad hij in bij de franciscanen. Hij behaalde zijn master in de theologie aan de universiteit van Parijs en gaf daar ook les. Hij werd een van de grootste intellectuelen van de franciscaner orde. Hij werd ook een vriend en raadgever van koning Lodewijk IX. In 1246 werd hij gardiaan in het cordeliersklooster van Rouen. Twee jaar later werd hij aangesteld als aartsbisschop van Rouen als Odo II, ongetwijfeld door de tussenkomst van de koning. Zijn talrijke visitaties binnen zijn aartsbisdom en zijn reizen daarbuiten tussen 1248 en 1270 zijn bijgehouden in een register, het Regestrum visitationum archiepiscopi Rothomagensis. Binnen de Katholieke Kerk speelde Eudes Rigaud een belangrijke rol als verdediger van de Franse kerk en van de bedelorden. Deze orden verdedigde hij sterk tijdens het Concilie van Lyon in 1274.

## Visitaties
Uit het register van visitaties blijkt de beweging van hiërarchische centralisatie binnen de kerk tijdens de 12e en 13e eeuw. Er kwam een pastoraal en spiritueel kader binnen de bisdommen met de uitbouw van een administratie en van het canoniek recht. Daarbij werden uitwassen van geestelijken meer en meer bestraft met disciplinaire sancties.
Aartsbisschop Eudes zetelde voornamelijk in zijn residenties Déville-lès-Rouen, Notre-Dame-d'Aliermont en Louviers, maar hij reisde constant binnen zijn bisdom naar parochies en kloosters en reisde ook regelmatig naar Parijs en het Franse hof.